# فرانك بوجليوني
فرانك بوجليوني (بالإنجليزية: Frank Buglioni)‏ (ولد: 18 أبريل 1989 في لندن، إنجلترا، المملكة المتحدة - )؛ هو ملاكم محترف إنجليزي يصنف ضمن فئة وزن خفيف الثقيل.

## إحصائيات
خاض خلال مسيرته 27 نزالا، فاز في 22 وتعادل في 1 وخسر في 4. فاز بالضربة القاضية في 16 نزالا.

## وصلات خارجية
- فرانك بوجليوني على موقع بوكس ريك (الإنجليزية) (registration required)

- الموقع الرسمي